# Tess Routliffe
Tess Routliffe, née le 27 septembre 1998 à Auckland en Nouvelle-Zélande, est une nageuse handisport canadienne.

## Biographie
Tess Routliffe est née en Nouvelle-Zélande en 1998, alors que ses parents voyageaient à travers le monde avant de revenir au Canada. Elle a grandi en Ontario, où elle a commencé à nager à l'âge de trois ans avec les Dorado Stars de Caledon. Routliffe est née avec de l’hypochondroplasie, une condition qui affecte la conversion du cartilage en os, entraînant des membres plus courts.
Elle est issue d'une famille sportive, avec ses deux sœurs également impliquées dans des sports de haut niveau: sa sœur Erin est une joueuse professionnelle de tennis, et sa sœur Tara joue au volleyball dans une université américaine. Tess a poursuivi des études en communications et ressources humaines à l'Université Concordia à Montréal.

## Carrière
Tess Routliffe s'est révélée sur la scène internationale en 2015, lors des Jeux parapanaméricains de Toronto, où elle a remporté quatre médailles d'or (50 m libre, 100 m libre, 100 m dos, 100 m brasse) et une médaille d'argent (200 m quatre nages individuel). Elle a également participé aux championnats du monde de l'IPC 2015, où elle a gagné une médaille d'argent au 200 m QNI et enregistré cinq quatrièmes places.
En 2016, Routliffe a participé à ses premiers Jeux paralympiques à Rio de Janeiro, où elle a remporté une médaille d'argent au 200 m quatre nages individuel. Elle s'est également qualifiée pour les finales dans quatre autres épreuves, atteignant la 4e place au 100 m brasse, la 5e place au 50 m libre, la 6e place au 100 m libre, et la 7e place au 50 m papillon.
Après une blessure au dos qui l'a empêchée de participer aux Jeux paralympiques de Tokyo 2020, Routliffe est revenue à la compétition lors des championnats du monde 2022 au Portugal, où elle a remporté l'or au 100 m brasse, l'argent au 200 m QNI et le bronze au 50 m papillon. En 2023, elle a poursuivi ses performances en remportant deux médailles d'or (100 m brasse et 200 m QNI), une médaille d'argent (50 m papillon) et une médaille de bronze (100 m libre) lors des championnats du monde de paranatation à Manchester, au Royaume-Uni.
Routliffe s’est qualifiée pour ses deuxièmes Jeux paralympiques en 2024 en battant la norme A dans trois épreuves lors des essais de natation paralympiques (50 m papillon S7, 100 m brasse SB7, 200 m QNI SM7).
Aux Jeux paralympiques de Paris, Tess remonte sur le podium olympique. Elle obtient, grâce à de bonnes performances au 200 m 4 nages et au 100 m brasse, une médaille d'argent et une médaille de bronze.